# Sokół Lublin
Sokół Lublin – polski klub piłkarski z siedzibą w mieście Lublin, działający w latach 1924–1939.

## Historia
Chronologia nazw:
- 1924: T.G. [Towarzystwo Gimnastyczne] Sokół w Lublinie
- 1939: klub rozwiązano

Towarzystwo Gimnastyczne Sokół zostało założone w Lublinie w 1924 roku z inicjatywy Adama Zamoyskiego. Był jednym z pierwszych klubów piłkarskich w Lublinie.
W 1926 roku drużyna zadebiutowała w rozgrywkach Klasy C Lubelskiego OZPN. Po zdobyciu tytułu mistrza Klasy C awansowała do Lubelskiej klasy B. W następnym 1927 roku zespół zajął 3.miejsce w okręgowej Klasie B, w 1928 awansował na drugą lokatę, a w 1929 zdobył mistrzostwo Lubelskiej klasy B i awans do Klasy. Swój debiutowy sezon 1930 w Klasie zespół zakończył na czwartej pozycji, ale w następnym 1931 roku nie zgłosił się do rozgrywek. We wrześniu 1939, po rozpoczęciu II wojny światowej klub przestał istnieć.

## Barwy klubowe, strój, herb, hymn
|  |  |

Klub ma barwy biało-czerwone. Piłkarze domowe spotkania zazwyczaj grali w biało-czerwonych strojach.

## Sukcesy

### Trofea międzynarodowe
Nie uczestniczył w rozgrywkach europejskich (stan na 31-05-2024).

### Trofea krajowe
| \| \| Zdobyte trofea w rozgrywkach Polski (stan na: 31-05-2024) \| |                                                           |      |                  |
| Rozgrywki                                                          | Osiągnięcie                                               | Razy | Sezon(y)         |
| Mistrzostwo                                                        | I miejsce                                                 | 0    |                  |
| Mistrzostwo                                                        | II miejsce                                                | 0    |                  |
| Mistrzostwo                                                        | III miejsce                                               | 0    |                  |
| Puchar                                                             | zdobywca                                                  | 0    |                  |
| Puchar                                                             | finalista                                                 | 0    |                  |
| II liga                                                            | I miejsce                                                 | 0    |                  |
| II liga                                                            | II miejsce                                                | 0    |                  |
| II liga                                                            | III miejsce                                               | 0    |                  |
| II liga                                                            | 4. miejsce                                                | 1    | 1930 (gr.Lublin) |
| Polska                                                             | Zdobyte trofea w rozgrywkach Polski (stan na: 31-05-2024) |      |                  |

- Lubelska Klasa B
  - mistrz (1): 1929

## Poszczególne sezony

### Rozgrywki międzynarodowe

#### Europejskie puchary
Klub nie uczestniczył w rozgrywkach europejskich.

### Rozgrywki krajowe
| \| Polska \| Bilans występów klubu w rozgrywkach piłkarskich Polski (Stan na 31 maja 2024 r.) \| \| |                                                                                  |        |       |   |   |   |    |    |     |           |        |        |      |
| Poziom                                                                                              | Rozgrywki                                                                        | Sezony | Mecze | Z | R | P | B+ | B– | Pkt | Lata      | Awanse | Spadki | Naj. |
| I                                                                                                   | Liga                                                                             | 0      |       |   |   |   |    |    |     |           |        |        |      |
| II                                                                                                  | Klasa A / Liga Okręgowa                                                          | 1      |       |   |   |   |    |    |     | 1930      | 0      | 1      | 4    |
| III                                                                                                 | Klasa B / Klasa A                                                                | 3      |       |   |   |   |    |    |     | 1927–1929 | 1      | 0      | 1    |
| IV                                                                                                  | III liga / Klasa C / Klasa B                                                     | 1      |       |   |   |   |    |    |     | 1926      | 1      | 0      | 1    |
| | Puchar Polski                                                                    | 0      |       |   |   |   |    |    |     |           |        |        |      |
| Polska                                                                                              | Bilans występów klubu w rozgrywkach piłkarskich Polski (Stan na 31 maja 2024 r.) |        |       |   |   |   |    |    |     |           |        |        |      |

## Struktura klubu

### Stadion
Klub nie miał swojego stadionu. Drużyna rozgrywała swoje mecze domowe w Lublinie na stadionie przy ul. Okopowej, który był terenem należącym do wojska poprzez Urząd Wychowania Fizycznego i Przysposobienia Obronnego. 

## Kibice i rywalizacja z innymi klubami

### Derby
- AZS Lublin (Sparta)
- KS Lublinianka
- Makkabi Lublin
- Wieniawa Lublin
- WKS Lublin